# Wes Borland
Wesley Louden "Wes" Borland (Richmond, 7 de fevereiro de 1975) é um músico americano, guitarrista da banda Limp Bizkit. Esteve em várias outras bandas, incluindo The Damning Well, Goatslayer e Big Dumb Face. Ele também gravou com From First to Last o álbum Heroine em 2006, e atuou como baixista na turnê da banda. Borland é bem conhecido por sua aparência bizarra, frequentemente tocando com máscaras, uniformes e pintura corporal, e por seu gosto musical que é muito diferente do seus colegas de banda do Limp Bizkit. Wes também toca na banda Black Light Burns, em que fundou, canta e escreve a maioria das músicas.

## Biografia
Filho de um ministro presbiteriano, viajou por vários estados do país. Com 12 anos obteve sua primeira guitarra com a qual aprendeu (graças a ajuda de um trabalhador da igreja onde seu pai trabalhava) a tocar blues e country.
Estudou 3 anos na escola de artes Douglas Anderson (mesma escola onde o baixista Sam Rivers estudava), para Borland foi difícil aprender a ler partituras já que seu antigo professor havia-lhe ensinado a tocar de ouvido. Quando estava na secundaria formou sua primeira banda chamada "Krank". Tempo depois junto com seu irmão Scott (também guitarrista e participou de vários projetos de Wes) formou Goat Slayer.
Em 1994 trabalhava de barman em um centro noturno onde fazia apresentações de vez em quando. Fred Durst Viu como tocava e o convidou a fazer parte de uma banda a qual estava formando com Sam Rivers e John Otto (primo de Sam). Wes não aceitou por que tinha seu projeto chamado Big Dumb Face, Depois de pensar muito Wes aceitou e iniciou a banda Limp Bizkit (1994), Depois de algumas diferenças Borland deixa a banda para voltar em 1996 e estrear em 1997 com Three Dollar Bill, Yall$.
Para o ano de 1999 compôs para o disco Significant Other onde seu irmão Scott colaborou (com os teclados),nesse tempo Wes ja pensava em abandonar a banda;no ano 2000 sai a venda Chocolate Starfish and The Hot Dog Flavored Water. Em 14 de outubro de 2001 se faz oficial a separação de Wes e Limp Bizkit, Wes seguiu com seu projeto Big Dumb Face que esta longe de ser um som voltado ao nu-metal como nos tínhamos acostumado, compôs o que ele chama "a estupidez feita música".
Em 2009, Borland retornou ao Limp Bizkit para uma turnê e em depois gravou um disco com a banda, intitulado Gold Cobra. Em 2021, o grupo lançou um novo álbum, Still Sucks.

## Equipamentos
- Three Dollar Bill, Yall$

Guitarra Ibanez UV7 (preto e verde)
UV7 customizada (cinza, MTV Spring Break 98")
Ibanez RG7620 (preto com arranhões)

- Significant Other

Ibanez customizada RG7621's (vermelho, dourado)
Ibanez RG7621's (preto, branco)
Ibanez customizada AX7521 (vermelha)
Ibanez GAX customizada para 4 cordas (amarelo)
Ibanez AX de 4 cordas (Natural)
Ibanez customizada S-7 (Natural)

- Chocolate Starfish and the Hot Dog Flavored Water]

PRS (Paul Reed Smith) customizada (cinza, preto, outros)
Cremona customizada de 4 cordas
Ibanez AX de 4 cordas (Natural)
Cremona de 6 cordas

- The Unquestionable Truth Part I

Yamaha CV820 WB - feita especialmente para Wes
Yamaha SA503 TVL - feita para Troy Van Leeuwen
Fender Starcaster 1976